# Bairro de Caselas

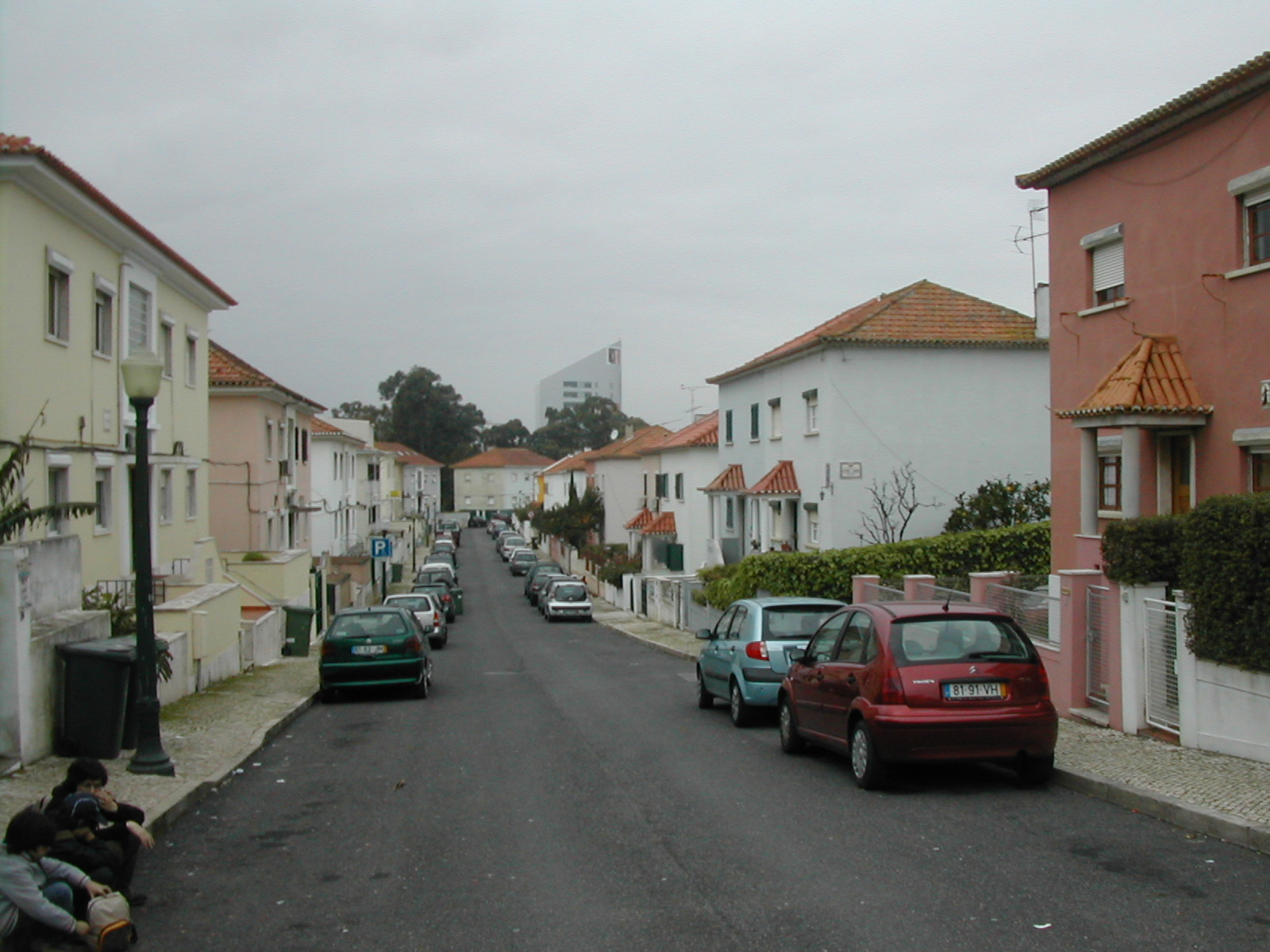
Rua no Bairro de Caselas

O Bairro de Caselas é um bairro da cidade de Lisboa, freguesia de Belém. É um antigo bairro social construído em 1949, da autoria de Couto Martins.
Fica situado no limite do Parque Florestal de Monsanto entre a autoestrada A5 e a Avenida das Descobertas. É composto por duas partes distintas, uma a oeste e outra a leste do antigo núcleo urbano de Caselas, que se situava sobre um dos eixos de penetração em Lisboa, a estrada da Portela, proveniente de Carnaxide. Era uma zona de quintas e casais.
Tal como outros bairros sociais da época, é composto por um tecido carateristicamente suburbano de baixa densidade populacional, procurando imitar o ambiente de uma aldeia. A igreja ocupa um lugar central no bairro.
No extremo noroeste do bairro fica situado o Moinho de Caselas.
O bairro de Caselas está em constante remodelação, verificando-se a renovação dos seus habitantes. 
Tem uma escola primária e está próximo da Secundária do Restelo. 
O Hospital de São Francisco Xavier está muito próximo.
É servido pela Carris com diversas linhas que ligam Caselas ao Marquês, Algés, Cais do Sodré e muitos outros locais de Lisboa. A carreira de Belém permite aos fregueses a ligação entre Caselas e os restantes bairros da zona mais ocidental de Lisboa.
O bairro de Caselas está completamente circundado pelas matas de Monsanto, com os seus percursos florestais, permitindo uma grande proximidade com a natureza. Isto faz com que seja um dos bairros lisboetas que mais se assemelha a uma aldeia no interior da cidade.